# Ziua drapelului național al Republicii Moldova

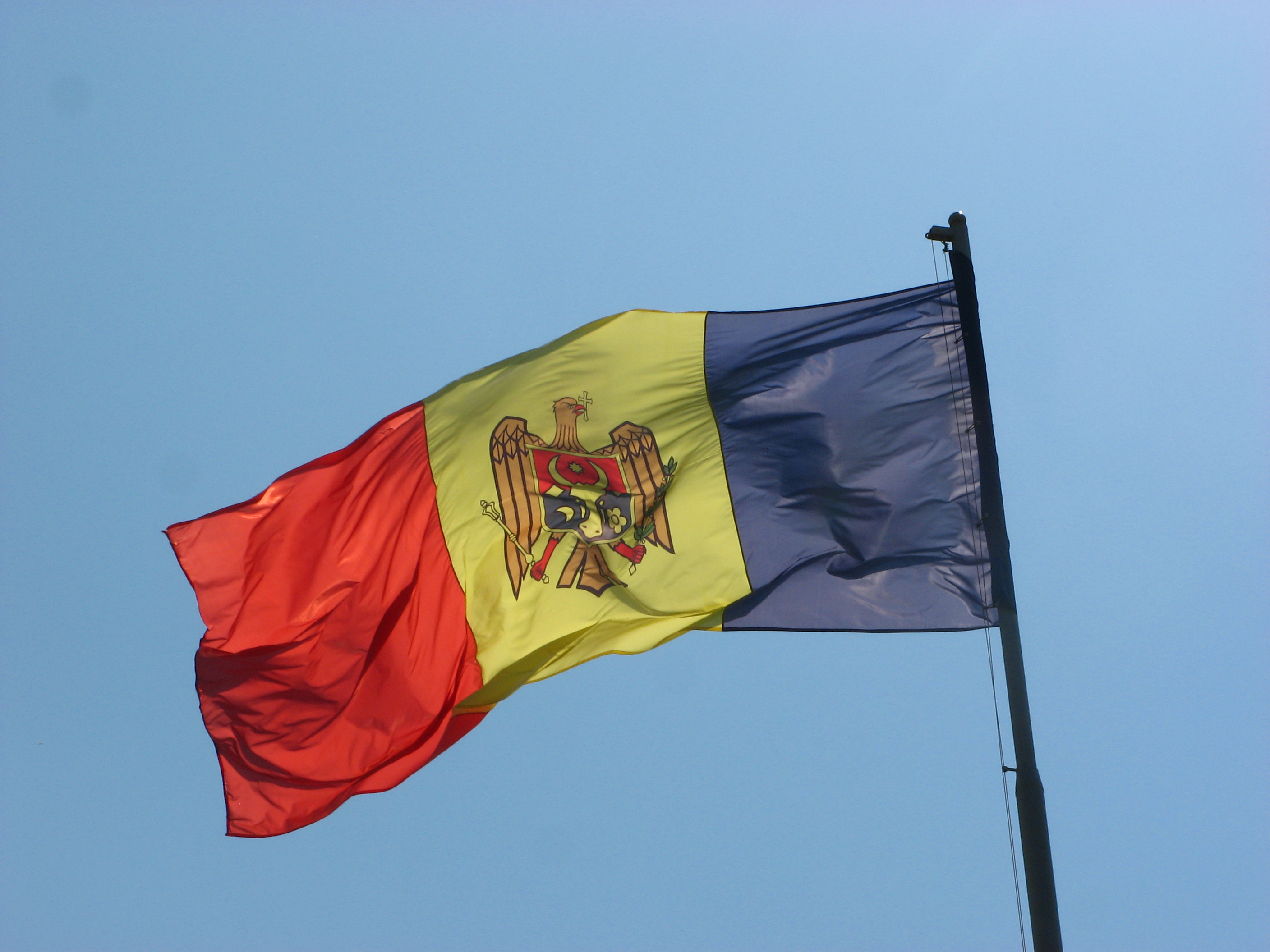

Ziua drapelului național al Republicii Moldova este marcată începând cu anul 2010, anual, la data de 27 aprilie.

## Despre Drapel
În corespundere cu art.12 alin. (2) din Constituția Republicii Moldova, Drapelul de Stat al Republicii Moldova este tricolorul. Culorile sunt dispuse vertical, în ordinea următoare, începând de la lance: albastru, galben, roșu. În centru, pe fâșia de culoare galbenă, este imprimată Stema de Stat a Republicii Moldova. Prin hotărârea Parlamentului Republicii Moldova nr. 62 din 23 aprilie 2010, ziua Drapelului de stat este sărbătorită la 27 aprilie. Potrivit art. 1 din Legea nr. 217 din 17.09.2010, Drapelul de stat "este un simbol oficial major al suveranității și independenței Republicii Moldova." La ceremoniile de arborare a Drapelului de Stat cu prilejul solemnităților, asistența va sta în picioare, bărbații îl vor onora cu capul descoperit, iar militarii de toate gradele vor da onorul conform regulamentelor militare. Cetățenii Republicii Moldova și cetățenii străini care se află pe teritoriul statului au obligația de a respecta Drapelul de stat.